# Бруклин Хајтс (Охајо)
Бруклин Хајтс (енгл. Brooklyn Heights) град је у америчкој савезној држави Охајо.

## Демографија
По попису из 2010. године број становника је 1.543, што је 15 (-1,0%) становника мање него 2000. године.
| Група             | 2000.         | 2010.         |
| Белци             | 1.504 (96,5%) | 1.441 (93,4%) |
| Афроамериканци    | 12 (0,8%)     | 18 (1,2%)     |
| Азијати           | 11 (0,7%)     | 26 (1,7%)     |
| Хиспаноамериканци | 21 (1,3%)     | 38 (2,5%)     |
| Укупно            | 1.558         | 1.543         |